# Djaafra
Djaafra (în arabă جعافرة) este o comună din provincia Bordj-Bou-Arreridj, Algeria.
Populația comunei este de 7.998 de locuitori (2008).